# Hrachik Javakhyan
Hrachik Javakhyan (in armeno Հրաչիկ Ջավախյան?; Vanadzor, 6 luglio 1984) è un pugile armeno.

## Palmarès
Olimpiadi
- 1 medaglia:
  - 1 bronzo (Pechino 2008 nei pesi leggeri)

Europei - Dilettanti
- 2 medaglie:
  - 1 oro (Mosca 2010 nei pesi welter leggeri)
  - 1 argento (Plovdiv 2006 nei pesi leggeri)